# لوی-استروس ۲۲۶۴۷
سیارک ۲۲۶۴۷ (به انگلیسی: 22647 Levi-Strauss، نامگذاری:1998OR8) بیست و دو هزار و ششصد و چهل و هفتمین سیارک کشف شده‌است که در ۲۶ ژوئیه ۱۹۹۸ کشف شد.
قدر مطلق سیارک برابر ۲۴.۵ است.